# Tanec na klíně

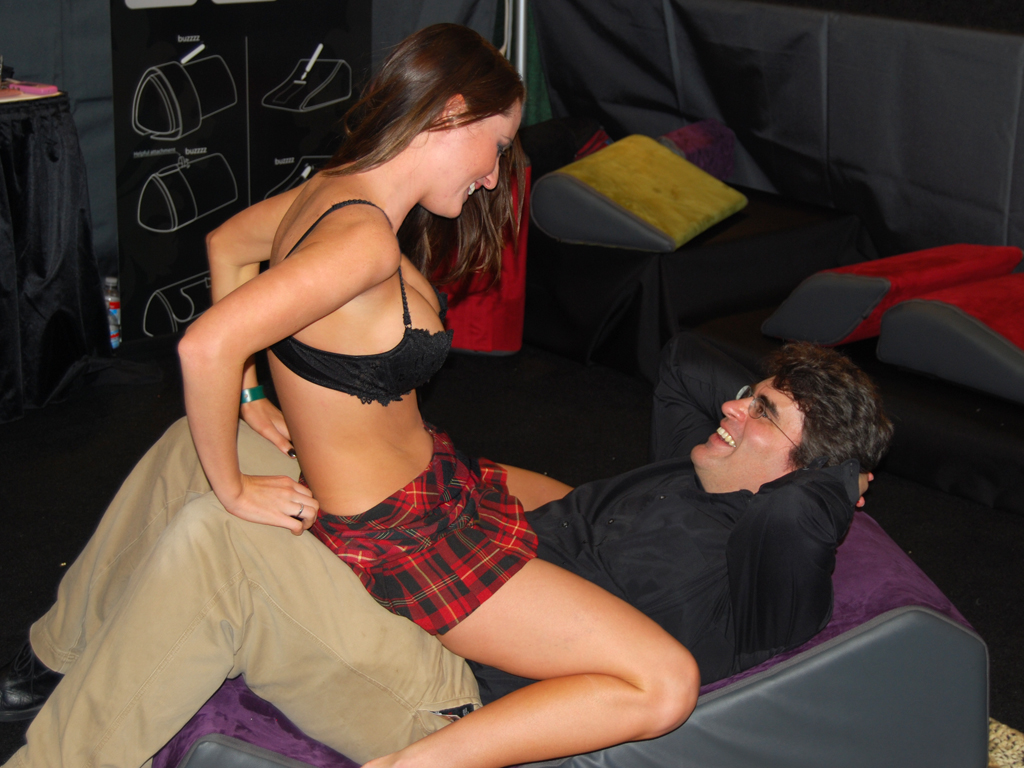
Demonstrace kontaktního tance

Tanec na klíně (kontaktní tanec, angl. Lap Dance) je typem erotického tance, při kterém tanečnice předvádí provokativní pohyby nad sedící osobou, většinou mužem, a to za účelem jeho sexuálního vzrušení. Tanec na klíně může být součástí erotické předehry i součástí nabídky erotických klubů. Zde se za tanec na klíně platí.
Tanec na klíně zahrnuje svádivé pohyby – vlnění boky, svíjení i náznaky kopulačních pohybů. Při úplném kontaktním tanci někdy dochází k sexuálnímu styku bez průniku (grinding, twerking).
Představení probíhá v přítmí, které umocňuje erotický náboj tance. Během tance může docházet ke kontaktu těla tanečnice se sedící osobou, muž se tanečnice většinou dotýkat nesmí. Politika doteků závisí na vzájemné domluvě nebo pravidlech klubu.
Tanečnice využívá při tanci prvky z Flirt Dance, který kombinuje různé taneční styly, např. orientální tance, latinu, modernu, jazz, balet nebo pilates. Z každého přejímá smyslné prvky, díky čemuž vzniká velmi dráždivý a erotický tanec. Mezi tyto prvky patří kroužení pánví a hrudníkem, několik základních tanečních kroků a svůdné pohledy.
Tanečnice může být při tanci nahá, polonahá nebo sporadicky oblečená do erotického prádla. Oděv by měl být pohodlný, zároveň však musí působit svůdně. Vystupování tanečnice by mělo být uvolněné a sebevědomé. Pro vzrušující efekt tance je potřeba zvolit správnou hudbu i osvětlení.

## Historie
Tanec na klíně byl v určité formě součástí erotického tance i v historii, moderní dějiny datují jeho vznik do 70. let 20. století. Tehdejší tanec na klíně měl formu krátkého posezení a byl zpestřením vystoupení ve striptýzových klubech v USA a Kanadě.
Zájem návštěvníků těchto erotických podniků byl tak velký, že se tanec na klíně stal rychle běžnou součástí erotických vystoupení. Blízký kontakt s vystupujícími tanečnicemi byl pro klienty natolik přitažlivý, že vystupujícím za tanec na klíně platili. To vedlo majitele erotických podniků k postupnému snižování výplaty a omezování zaměstnaneckého poměru.
Ve Spojených státech je dnes běžná externí spolupráce striptérek s erotickými kluby. Pro provozovatele těchto klubů to znamená zbavení se nutnosti vyplácet minimální mzdu, platit vystupujícím přesčasy a odvádět za ně pojištění. V evropských zemích je naopak pravidlem stálý zaměstnanecký poměr.